# Čataj
Čataj (allemand : Schattein , hongrois : Csataj) est un village de Slovaquie situé dans la région de Bratislava.

## Histoire
Première mention écrite du village en 1244.

## Démographie

### Évolution de la population
| Année:               | 1994. | 2004.   | 2014.    | 2024.   |
| -------------------- | ----- | ------- | -------- | ------- |
| Nombre de personnes: | 952   | 972     | 1154     | 1191    |
| Différence:          |       | +2,10 % | +18,72 % | +3,20 % |

| Année:               | 2023. | 2024.   |
| -------------------- | ----- | ------- |
| Nombre de personnes: | 1210  | 1191    |
| Différence:          |       | -1,57 % |